# ディラン・マーカンデイ
ディラン・クマール・マーカンデイ（Dilan Kumar Markanday, 2001年8月20日 - ）は、イングランド・ロンドン・バーネット区出身のサッカー選手。ブラックバーン・ローヴァーズFC所属。

## 経歴
トッテナム・ホットスパーFCのアカデミー出身。2021-22シーズンのUEFAヨーロッパカンファレンスリーグのフィテッセ・アーネム戦に出場し、クラブ史上初のインド系選手としてトップチームデビューを果たした。
2022年1月18日、ブラックバーン・ローヴァーズFCへ完全移籍。